# Алтунизаде джамия
Алтунизаде джамия (на турски: Altunizade Camii), известна още като Исмаил Зюхтю паша джамия (на турски: İsmail Zühtü Paşa Camii) е османска джамия от 19-ти век, разположена в Истанбул, Турция.
Джамията се намира в квартал Алтунизаде на район Юскюдар в Истанбул. Тя е поръчана от Алтунизаде Исмаил Зюхтю паша (1806 – 1887), който е погребан на защитено място в двора на джамията. Джамията е построена през 1865 г. Това е може би последният пример за джамия с османска архитектура в анадолската част на Истанбул. Първоначално джамията е била част от социален комплекс (на турски: külliye), състоящ се от детско училище, турска баня, служба за отчитане на времето за молитва, чешма, квартири за имама, ръководителя на богослужението и мюезина, призоваваща молитва, пекарна и няколко магазина. Запазени са обаче само някои магазини от социалния комплекс на джамията. Днес джамията е в много добро състояние.
Джамията е проектирана в стила на възрожденската барокова архитектура, която може да се разпознае поне по големите прозорци. Джамиите, построени в този стил, са примери за епохата на последната Османска империя. Разположен е в малък двор, който има три порти. Над най-голямата порта има надпис. Друг надпис е прикрепен към външната страна на стената срещу Кааба в Мека. Притворът е изграден като покрито място. Три врати в притвора, една голяма и две малки, водят към светилището. В стената на нартекса е изграден орнаментиран малък михраб – ниша за молитва през затвореното време на джамията. Две дървени стълби, фланкирали нартекса, водят към женското и мюезинското отделение. Джамията с квадратен план е изградена от варовиков камък. Отвътре е измазана. Стените на светилището са украсени с ръчно резбовани фигури. Джамията има един купол, който се поддържа от четири арки, носени от четири колони в ъглите на джамията. Вътрешната повърхност на купола е нарязана на 16 зони с осем части от два дизайна. Центърът на купола е син, за да привлече вниманието, и съдържа стих от Корана. Мраморният минбар е проектиран под формата на чаша за пиене, както се вижда в джамията Hırka-i Şerif. Прозорците са необичайно големи като пример за възрожденски бароков архитектурен стил. Джамията има едно минаре с един балкон. Издига се върху квадратна основа. Шпилът на минарето е направен от камък за разлика от куловете, покрити с оловна ламарина, наблюдавани в класическата архитектура на османските джамии. Шпилът е проектиран под формата на тюрбан на велик везир. В средата на минарето се намира декоративна линия от звезди. В долния ред има три големи прозореца на страничните стени и два големи фланкирали стената на михраба. В горния ред отново има три прозореца от всяка страна, но два малки прозореца фланкират големия в средата.
- Екстериор на Алтунизаде джамия
- Таван на джамията Алтунизаде
- Таван на джамията Алтунизаде
- Минбар и михраб на джамията Алтунизаде
- Куполът на джамията Алтунизаде отвътре